# Монетна система Стародавнього Риму
Монетна система Стародавнього Риму — антична монетна система, що розвивалася на Апеннінському півострові. Завдяки політичній та економічній гегемонії Римської держави, валюта Риму займала чільні позиції в торгових відносинах Європи, Північної Африки та Близького Сходу. Мала суттєвий вплив на розвиток грошових відносин Пізньої Античності та Раннього Середньовіччя у Європі та на Близькому Сході. Монети Риму різних періодів є цінним історичним джерелом.

## Ранні форми грошей Риму. Бронзові зливки

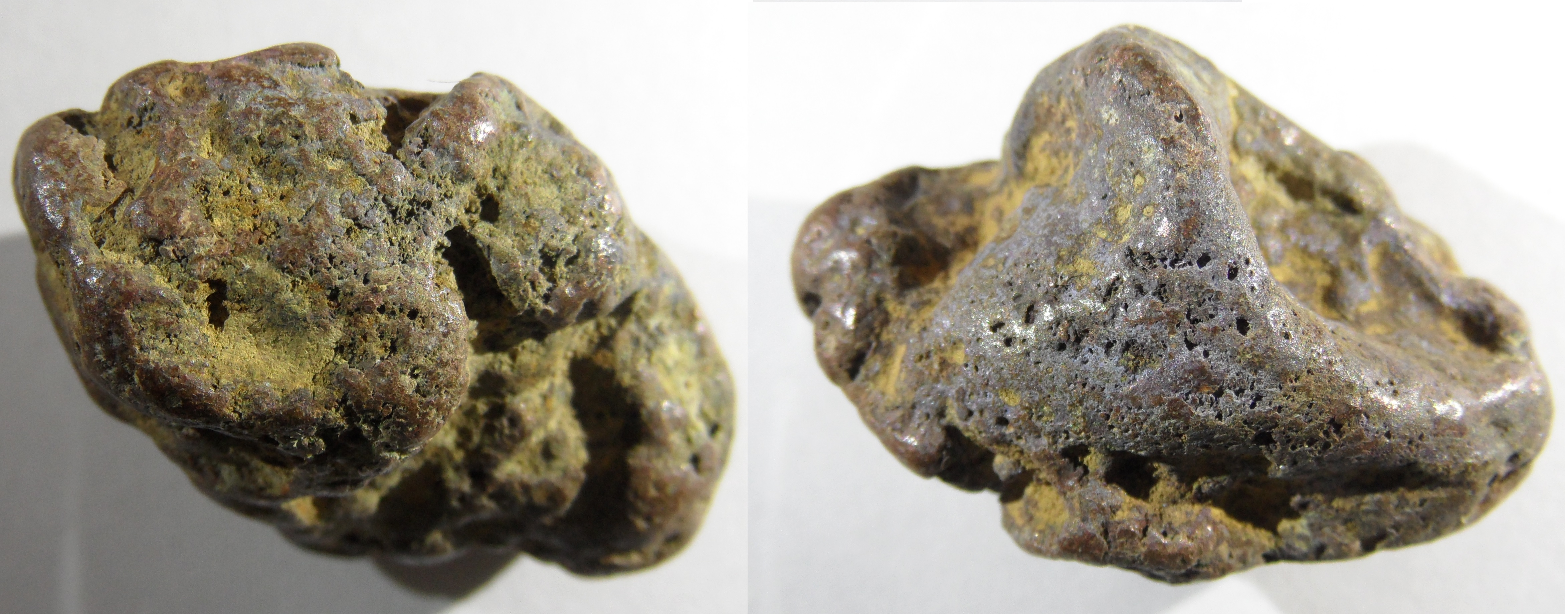
Aes rude, V ст. до Р.Х., Італія

Перші форми грошей, які по суті були римськими протомонетами, датуються археологами до періоду значно ранішого, ніж відбулося заснування самого міста Рима. Такими протомонетами є aes rude (з лат. «груба бронза»), які вчені знаходять на території сучасної Італії. Найстаріші з них відносяться до другого — третього тисячоліття до Різдва Христового. Це дозволяє припустити, що вони виконували функції засобу платежу вже в період Бронзової доби. Aes rude являли собою бронзові зливки, часто майже не оброблені, без жодних написів чи датувань. Італійська економіка першої половини першого тисячоліття до н. е. базувалася на бронзовому стандарті, на відміну від грецького срібного стандарту. Таким чином, необроблені шматки бронзи розповсюджувалися торговими шляхами півострова у вигляді примітивної валюти. Перші зливки мали горбистий характер і лише з часом римляни навчилися надавати їм певну стандартну форму.

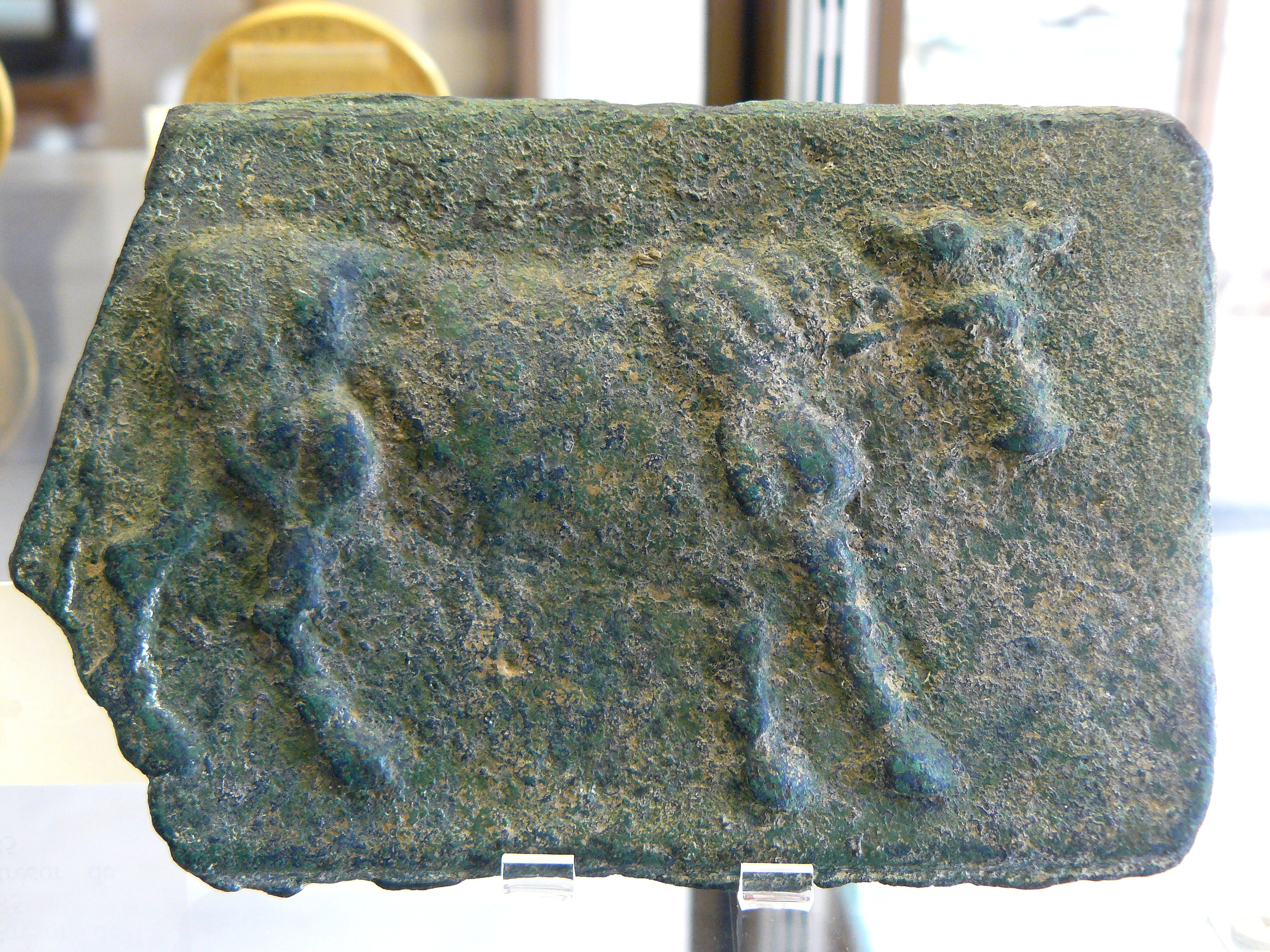
Aes signatum, IV ст. до Р.Х., Кабінет раритетностей Бібліотеки Святої Женев'єви

Поступово їх витісняє наступний вид протомонет — aes signatum (з лат. «штампована бронза»), що також були литими шматками бронзи, але вже мали певну визначену якість і вагу. Народні римські традиції приписують їх впровадження шостому римському царю Сервію Туллію, який начебто надав зливку правильну форму подовженого чотирикутника і поставив на ньому тип. Це ставиться під сумнів істориками через високу якість їх виготовлення. Найімовірніше, перші зливки цього виду виникають що-найраніше на початку п'ятого століття до Різдва Христового. Вони були відлиті не в Римі, а в Центральній частині Італії в Етрурії та Умбрії, та були прикрашені знаком гілки дерева з галузками, що відходять по сторонах. Через це їх назвали Ramo Secco (сухі гілки), вага коливалася від 600 до 2500 грам.

## Монетна система Римської республіки

### Розвиток монетної системи в добу Ранньої республіки
Протягом доволі довгого часу римляни спокійно використовували для своїх розрахунків не дорогі метали, а згадані вище куски бронзи, а в більш локальних варіантах — худобу. Перші монети виникають на півострові Мала Азія (Лідійське царство) ще у VII ст. до н.е. і згодом поширилися на грецький світ та, завдяки міцним торговим відносинам, на усе Середземномор'я. Римляни мали знати про карбування монет завдяки тому, що поселення Півдня Італії, так званої Великої Греції, успішно робили власні монети, і навіть, були змушені відкуповуватися власними монетами від посягань ворожих племен Центральної Італії. У Кампанії, та на території довкола неї, цілий ряд грецьких колоній, в перше чергу Неаполіс, випускали дидрахми, а на крайньому Півдні Тарент випускав золоті та срібні статери. У Сицилії власну монету у великому обсязі робили Сиракузи. З V ст. навіть Етрурія, яка знаходилася біля Риму, випускала власну монету, проте попри географічну близькість, етруський вплив та їх торгові стосунки з Римом були недостатньо сильними.

Відсутність власної монети, попри високий розвиток монетної системи в інших країнах, можна пояснити примітивним станом економіки та торгівлі міста. Тому, римлян довгий час цілком задовольняли і бронзові бруски. Збільшення впливу Риму, розвиток торгівлі з іншими містами, та важливі комерційні договори з Карфагеном пришвидшили створення власної монетної системи. Спочатку вона базувалася на бронзі, але з виникненням потреби у більш цінному матеріалі обміну, римляни запозичили інші монетні системи. Іншою важливою причиною введення монетної системи було бажання наслідувати грецьку культуру, тому на перших порах використання монет в Римі мало доволі обмежений характер. 

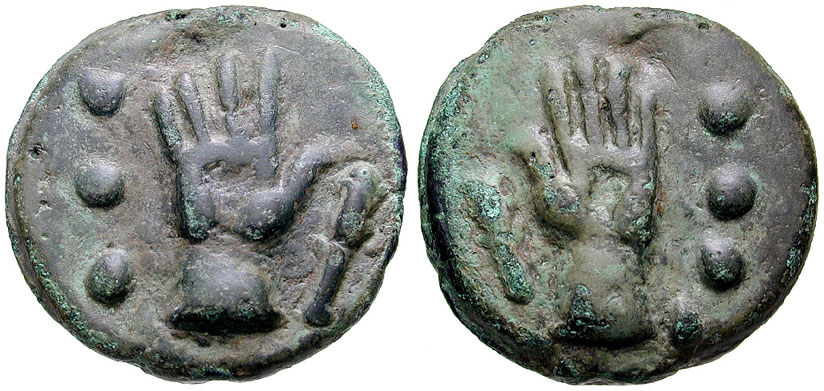
Aes Grave, близько 289-245 рр. до Р.Х.

Однозначної точки зору щодо виникнення нової монетної системи у Римі немає. Існують дві точки зору. Згідно першої, запропонованої Теодором Моммзеном, нові монети почали карбувати в період децемвірату (лат. decem viri «десять мужів»), колегії з 10 людей, які мали завдання кодифікувати римське право, що було приблизно в 450 до н. е. Інший варіант запропонували дослідники Матінглі і Робінзон, які припускають що нова система з'явилася близько 289 до н. е.. Тоді почали карбувати бронзові монети круглої форми — «Aes Grave» (лат. «тяжка бронза»).Їхня схожість на грецький вид дозволяє припустити про можливу участь грецьких майстрів у створенні нових монет. Поширення на першому етапі бронзових монет означає, що деякий час торгові відносини Риму були пов'язані виключно з італійськими містами, які до того ж піддавалися сильному римському впливові у карбуванні власних монет. Подальші контакти з елінізованим Півднем призведуть до поступового впровадження срібла у виготовлені монет.
Згідно нової системи, найважчою монетою був ас, який складав дванадцять унцій або один фунт. Слово «ас» означає в переклад «одиниця», «ціле», або «брусок». На аверсі розміщувалася янусоподібна голова, на реверсі — ніс галери. Монети такого великого розміру та цінності були малопридатні до постійного користування, тому створили менші номінали вагою від ½ до 1/12 аса. Семіс складав половину аса (6 унцій), трієнс — третину(4 унції), квадранс — чверть (3 унції), секстанс — шосту частину (2 унції) і, власне, унція — дванадцята частина аса.
Наступні серії відрізнялися між собою зображеннями і могли мати Аполлона, конячу голову, кабана, буйвола, собаку, черепаху тощо. Приблизно 225 до н. е. у Римі провели стандартиризацію зображень. Відтепер на аверсі аса була голова Януса, саміса — Сатурна, трієнса — Мінерви, квадрансу — Геркулеса, секстансу;— Меркурія, унція — Роми. На відміну від аверсу, реверс всіх монет був однаковий — ніс бойової галери. В цей час на монети починають наносити їх номінал, який для аса складав 1, Семіса — S (1/2), менші номінали позначалися унціями: трієн — чотири точки, квадранс — три, секстан — дві, унція — одна.
| Назва монети | Кількість унцій | Аверс            | Реверс             | Номінал |
| ------------ | --------------- | ---------------- | ------------------ | ------- |
| Ас           | 12              | голова Януса     | ніс бойової галери | 1       |
| Семіс        | 6               | Голова Сатурна   | ніс бойової галери | S       |
| Трієнс       | 4               | Голова Мінерви   | ніс бойової галери | ....    |
| Квадранс     | 3               | голова Геркулеса | ніс бойової галери | ...     |
| Секстанс     | 2               | Голова Меркурія  | ніс бойової галери | ..      |
| Унція        | 1               | Голова Роми      | ніс бойової галери | .       |

З часом, через процес інфляції та зниження вартості аса, впроваджують нові монети. Це були декусіс (10 асів), тресіс (3 аса) і дупондій (2 аса). 
Римській богині та покровительці сім'ї Юноні, як одній з трьох символів Риму (разом з Юпітером та Мінервою) поставили храм на самому Капітолійському пагорбі. У 269 до н. е. епітет Юнони «Монета» широко увійшло в обіг та залишився в багатьох мовах як етимологія до слова «монета», або гроші в цілому (англ. «money»). Очевидно, що введення монет у римську економіку відбувалося за сприяння Карфагену, покровителькою якого була Юнона. 

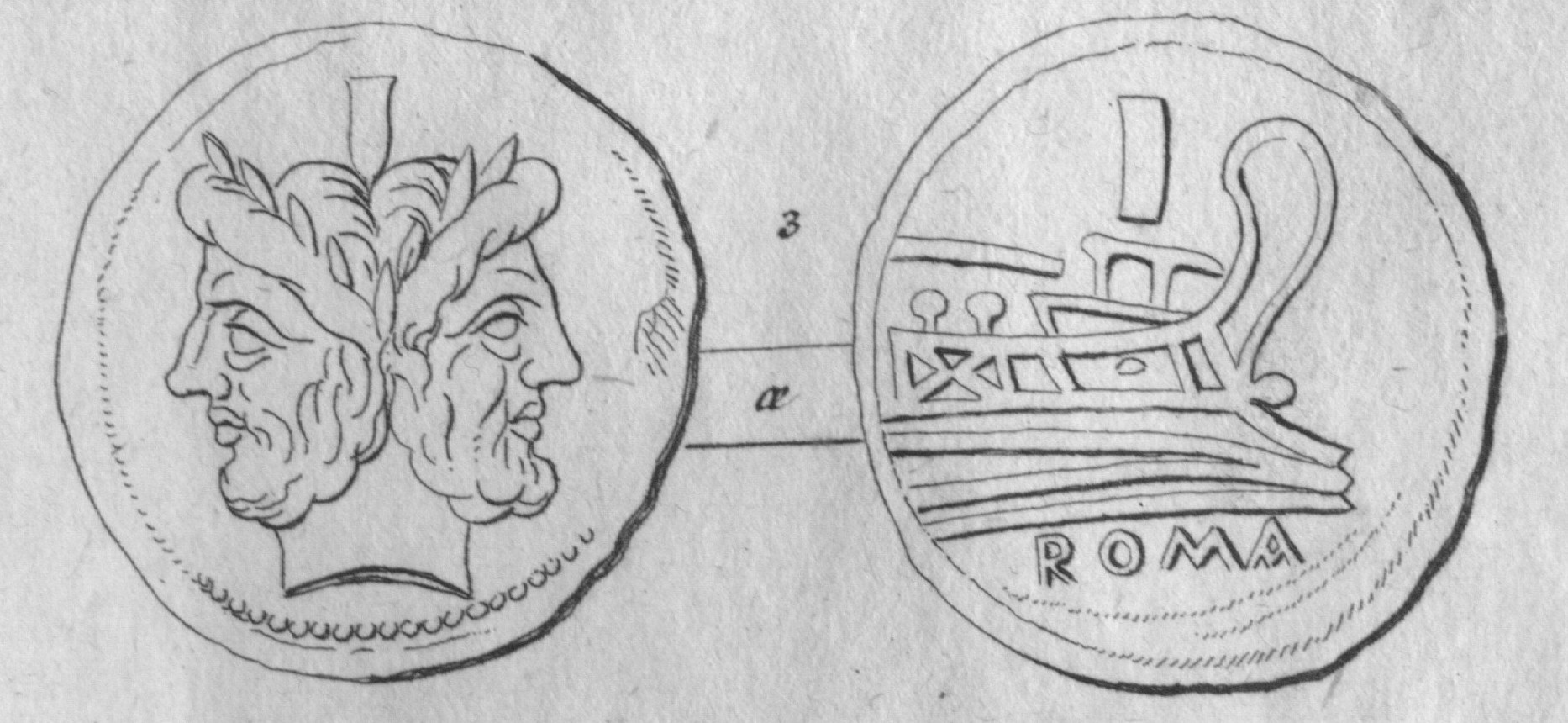
Гравюра республіканського Аса

Нова монетна система вводиться в Римі в 269 до н. е., як наслідок війни з Пірром, про що пише Пліній Старший: « Народ римський до перемоги над Пірром (270 р. до Р.Х) не знав вживання карбованого срібла» Її становлять золоті, срібні та бронзові монети. Основою ставав срібний денарій,який спочатку складав 10 асів і становив 1/72 римського фунта, у 217 р. до н.е. вага денарія знизилась до 1/84 фунта (3,9 г), і він дорівнював вже 16 асам. З часом вміст срібла в монеті постійно зменшувався за рахунок використання лігатури, через що денарій швидко знецінювався. Квінарій (лат. quinarius, буквально — той що містить п'ять одиниць) важили 5 асів, потім — 8. Сестерцій (латин, semis tertius, що означає півтретя) дорівнював 2,5 аси (важив 1.14 г.), згодом — 4. Після 43 року срібний сестерцій більше не карбувався, його повністю замінив мідний еквівалент. Сестерцій використовувався в ролі основної лічбової одиниці Риму аж до III ст. н.е. На аверсі монет зображувалася голова Роми або Юпітера, на реверсі — діокурси на конях. Очевидно, що протягом певного часу в Римі існували одночасно дві монетні системи: продовжували відливати тяжку бронзу для торгівлі з італійськими містами, але вже карбували монети зі срібла та легкої міді для торгівлі з грецькими колоніями Півдня.
|                                                       | «Срібло стали карбувати у 269/8 р. до н. е. Було встановлено вартість денарія прирівняти до десяти фунтів міді, квінарій — п'яти, сестерцій до двох з половиною асів. Вага фунта міді була зменшена в першу Пунічну війну (264—241), коли державні кошти виявилися недостатніми для витрат; тоді було постановлено, щоб монети в ас вибивалися вагою в одну шосту колишнього аса. Так, отримавши п'ять шостих в дохід, держава погасила свої борги. |
| — Пліній Старший, "Природнича історія"(XXX книга, 13) | |

### Розвиток монетної системи в добу Пізньої республіки.
На період близько 221—170 рр. до Р. Х. припадає введення драхм, які називалися «вікторіатусами» через зображення Вікторії на зворотній стороні монети. За вагою вона дорівнювала трьом четвертим денарія. Зрідка карбували подвійний вікторіат та напіввікторіат. Карбування цієї монети вчені пов'язують зі зростаючим інтересом Риму до Греції. Дана монета не мала ваги в самому Римі, але використовувалася для полегшення торгівлі з Півднем та Адріатичним узбережжям.
В період реформ Закону Фламінія (lex Flaminia) у 207 р. до Р.Х Рим починає випуск власних золотих монет. Це була серія з 3 монет 60, 40 і 20 сестерціїв вагою в 3.4, 2.2 і 1.1 грами відповідно. На аверсі зображувалася голова Марса та номінал, на реверсі- орел наблискавці та підпис «Roma». Дана реформа в першу чергу мала на меті відшкодувати витрати Другої Пунічної війни. Тоді ж денарій почав коштувати 16 асів, а вага одного аса прирівнювалася до унції. 

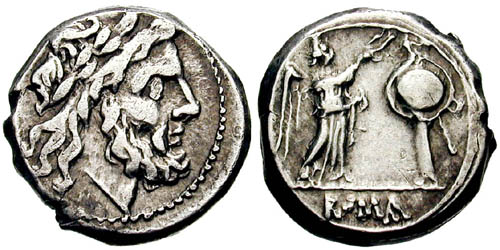
Вікторіатус

За вироблення грошей в Римі відповідала ціла фінансова адміністрація. Сенат був відповідальний за всі фінансові перипетії в країні, конкретні функції виконували квестор і претор. Цензори мали право укласти контракт на купівлю необхідних матеріалів, квестори керували міською скарбницею та брати участь випущенні монет в Римі та провінціях. За випуск монет відповідали спеціальні три чиновники: «tresviri аего», «argento», «auro flando feriundo», в їх обов'язки входило контроль над карбуванням та купівля всього необхідного. Їх колегію називали tresviri (три монетних чиновника).
На 89 до н. е. припадає остання грошова реформа епохи Римської республіки в період прийняття закону Плавтія-Папірія. Вага аса зменшувалася до 1/24 лібри, зберігалася вага срібних монет та відношення денарія до аса. Таким чином, відбулося перетворення мідних монет на кредитні гроші.

## Монетна системаРанньої Римської імперії

### Монетна реформа Октавіана Августа.
Після перемоги у тривалій боротьбі за одноосібну владу, Октавіан Август зіштовхнувся з великими проблемами у грошовій системі. Сенат майже повністю втратив колишній контроль над карбуванням монети, тепер цим займалися воєначальники у провінціях, які робили це у власних інтересах. Проведення радикальних реформ загрожувало різким підвищенням цін у провінціях, що могло підняти невдоволення населення. 

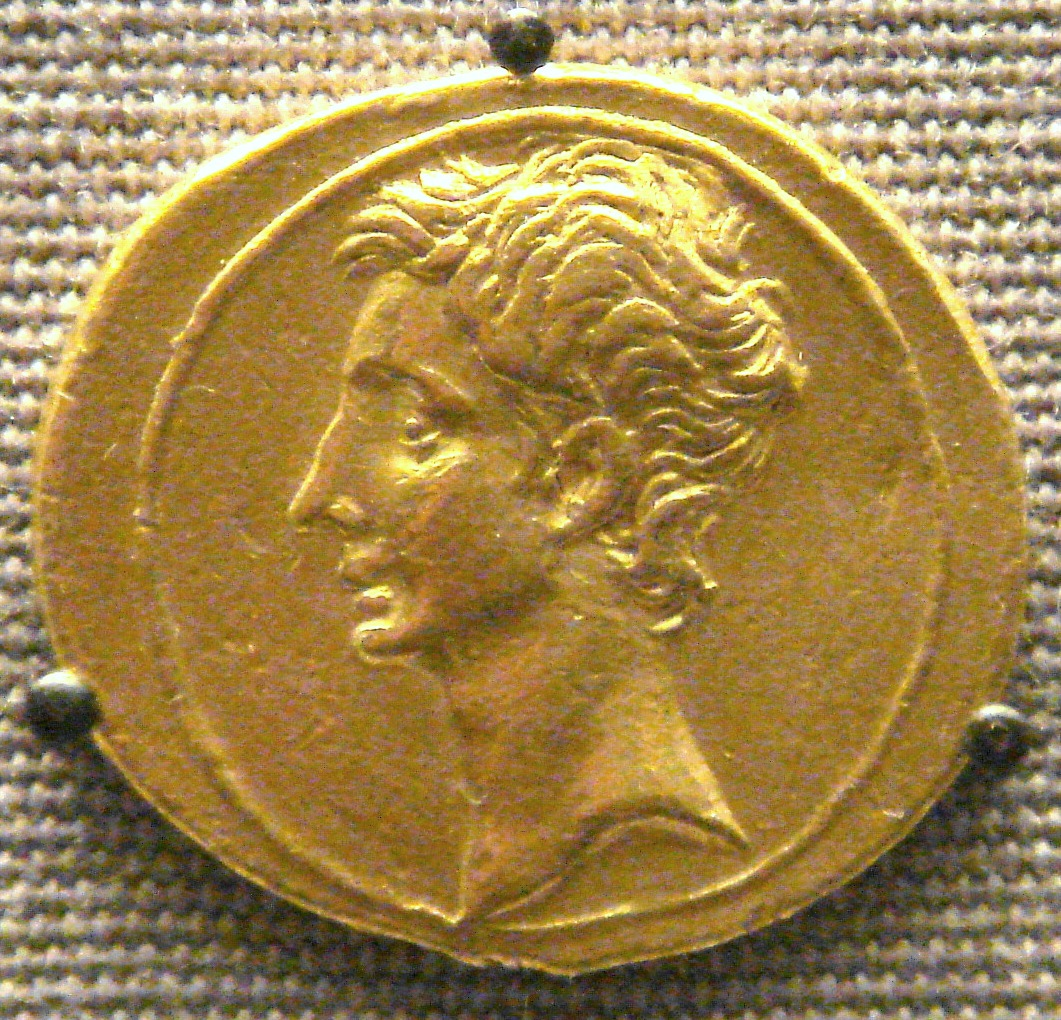
Ауреус Августа, близько 30 р. до Р.Х

Август не збирався передавати право карбування монети сенату, щоб не втрачати свій вплив. Він вирішив поступово побудувати нову монетну систему з опорою на вже існуючу. Октавіан об'єднує карбування монет з карбуванням у провінціях, щоб від імені імператора видавати срібні та золоті монети. Для того, щоб не загострювати стосунки з сенатом, він робить поступку — залишає за ним право відповідати за карбування бронзових монет. Таким чином він також створив гарантії проти фальсифікації грошей, адже бронзові монети використовувалися лише в Римі та Італії.
У 15 до н. е. Август відкрив імператорський монетний двір в столиці провінції Галлія — Лугдунумі. Місто ідеально відповідало цим цілям, адже знаходилося в багатому на поклади золота районі, а також, карбування монет в цьому місці не потребувала згоди Сенату, адже провінція належала до влади імператора. Повернувшись до Риму, він закрив монетний двір у столиці. В Лугдунумі Август карбував монети до кінця свого правління. Октавіан припинив практику карбувати на грошах імена валютних чиновників і знищив привілеї знатних родів, але зберіг знак «S.C».
Він створив біметалеву систему — в основі обігу перебували два метали, золотий ауреус та срібний денарій. Ауреус (з лат. золотий) — був введений ще Юлієм Цезарем після своїх переможних походів. Довгий час золоті монети випускалися досить рідко і невеликими партіями, але саме з часів Августа налагоджується їх системне карбування. Їх прирівняли до 25 денаріїв. На лицьовому боці ауреуса зображувався портрет імператора та його ім'я, на зворотному боці були пояснювальні написи, девізи або інші зображення. Aes як умовна одиниця продовжувала діяти в ряді провінцій — Галлії, Сирії, Єгипті, в той же час, як ауреус та денарій були вільною валютою по всій території імперії. Таким чином, провівши ряд реформ та забравши у сенату контроль над випуском монет, перший імператор Римської держави Октавіан Август створив сильну грошову систему, яка з наявним відношенням між різними грошовими одиницями існувала близько двох століть. За нього римська монетна система набирає наступний вигляд:
1 ауреус = 25 денаріїв = 100 сестерціїв = 200 дупондіїв = 400 асів.

### Стан римської монетної системи від Тиберія до Діоклетіана.
Імператор Тиберій (14 — 37 рр. після Р.Х) в загальних рисах продовжував грошову політику Августа, але увів суворі обмеження на карбування монет у провінціях, через сепаратистські настрої, які виникають в цей час. Його наступник Калігула (37 — 14 рр. після Р.Х) остаточно почав зневажати роль Сенату, а також майже повністю припиняє карбування монет у західних провінціях через галльські бунти та війни з германськими племенами. Його дядькові Клавдію (41 — 54 рр. після Р.Х) вдавалося підтримувати розумну фінансову політику завдяки впливу своїх фінансових радників, особливо Палланта.
На початку правління Нерона (54-68 рр. після Р.Х) посилюється вплив сенату, що відображається у випуску великої кількості серій золотих та срібних монет з підписом «EX S.C.». Цей підпис відносився до випусків, які сенат призначав для місцевих чиновників або представників влади для виконання певних завдань. У  64 р. імператор відкидає республіканські традиції, на монетах зникає підпис «EX S.C.», а контроль над казною переходить від квестора до префекта, якого призначає імператор.
Громадянські війни 68 — 69 рр. сколихнули всю Римську імперію та порушили стабільний розвиток монетної системи. Лідери повстань, які боролися за владу в державі, потребували великої кількості грошей для армії і виконання своїх програм. Це змушувало їх карбувати власні монети у великій кількості. 

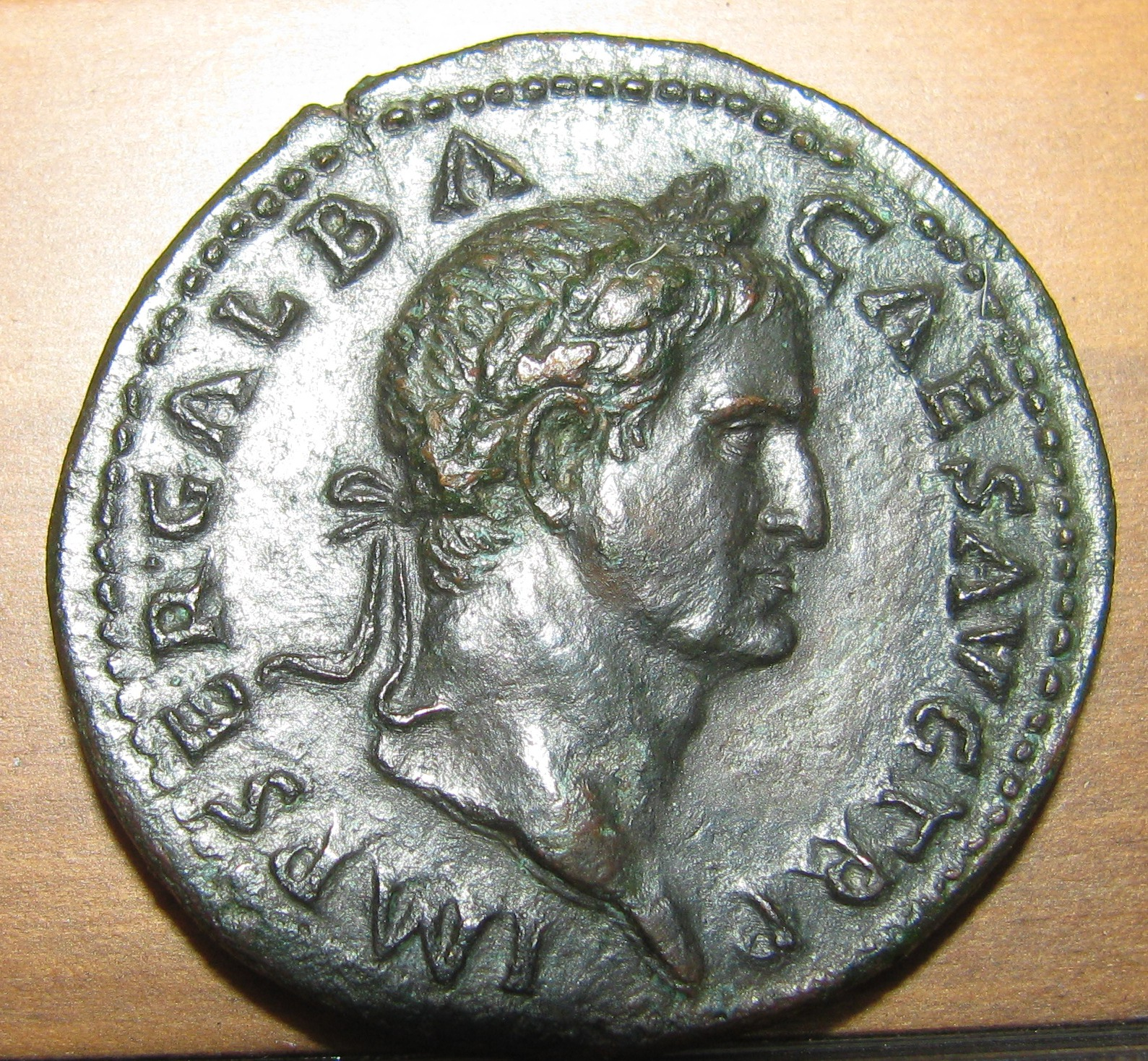
Гальба - Ліонський музей красних мистецтв, Франція

Віндекс і Гальба карбували монети у республіканських традиціях, щоб виявити повагу до сенату. Узурпатор Клодій Мацар, який був пропретором провінції Африка, щоб надати своєму невдалому повстанню гідного вигляду видавав у Нумідії монети як пропретор, щоб підпорядковуватися сенату. Німецькі легіони карбували власну монету без зображення жодного імператора, а віддавали шану армії та народу.
У 69 р. імператор Вітеллій відновив роботу монетного дому в Лугдуні, який працював як при ньому так і при Отоні та Гальбі. В цей час, легіони східних провінцій поставили імператором Веспасіана, який зумів нарешті відновити спокій та стабільність в імперії. Не чекаючи, переходу під свою владу монетного дому в Римі, Веспасіан відкрив цілу низку центрів карбування монет в східних містах: Антіохія, Александрія, Ефес та Візантій. Згодом, коли імператор остаточно закріпив свою владу, він закрив всі монетні доми в провінціях, щоб зосередити карбування в Римі.

Після смерті Веспасіана, його політика централізації продовжувалася близько одного століття. В цей період провінційні випуски монет ставали рідкістю. Були лише невеликі виключення з правил, як наприклад, бронза Траяна на Кіпрі чи рідкісні срібні монети Траяна і Адріана зі східних провінцій. За весь випуск монет у державі відповідали два двори: імператорський та сенаторський, які для зручної роботи відкривали власні філії, але виключно у межах Риму. Спокійне успадкування влади та відсутність претендентів з провінцій сприяли утриманню монополії Риму на карбування монет в державі. 

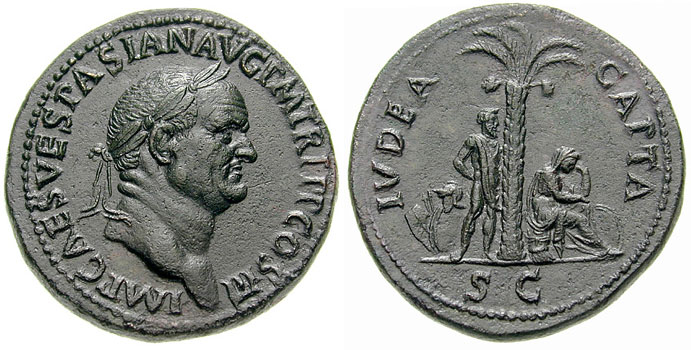
Сестерцій Веспасіана, викарбуваний у 71 р. на честь перемоги в Першій Юдейській війні

Після смерті Коммода (192 р.) знову з'явилися претенденти на імператорську владу, які почали відродження карбування монет у провінціях: Так, Песценній Нігер карбував срібні та золоті монети в Антіохії, Септимій Север в Іллірії, Малій Азії та Сирії. Септимій Север після здобуття влади не почав проводити політику централізації, адже сам походив з провінцій і розумів їх проблеми, а також злився на римську знать, яка особливо його не підтримувала. Він відкриває важливе відділення монетного дому в Сирії для постачання грошима армії у війні з Парфією. В Антіохії, як і в Римі, монетний двір працював майже постійно. Напруга на Дунаї під час правління Гордіана III і Філіппа І Араба призвела до відкриття монетного дому на Віміналі, який у 248 р. потрапив до рук претендента Пакація.
Початок правління імператора Валеріана (253 р.) був початком перехідного періоду від принципів ранньої Римської імперії до нового державного ладу, який започаткує Діоклетіан. Монетний двір держави не витримував покладеного на нього навантаження забезпечити потреби усієї імперії, тому відкривається ряд центрів карбування монет, діяльність яких суворо контролювалася зі столиці. Відсутність воєнних дій в Африці та Іспанії було причиною відсутності на цих територіях центрів карбування монет.
Діоклетіан відкрив двоє нових монетних дворів: в Гераклеї Фракійській та Треверині в Галлії. Згідно його постанови 296 р., все карбування монети в імперії розділялася між багатьма монетними дворами, які служили для забезпечення власних регіонів і мали власні знаки. Рим відтепер не був головним центром виробництва монет, а лише одним з багатьох інших. В той же час, столичні чиновники здійснювали суворий контроль над провінціями, що зберігало єдність імперії, хоч зв'язок між її віддаленими частинами слабнув.

## Монетна система Пізньої Римської імперії

### Реформа Діоклетіана
У 296 році імператор Діоклетіан починає реалізовувати власну грошову реформу, яку готували протягом декількох років. Він закриває в Александрії останній в державі провінційний монетний двір і відкриває в провінціях декілька імперських. Імперські монетні доми мали карбувати монети однакового номіналу, але мали різні написи, знаки та серії. Також Діоклетіан увів зміни в саму монетну систему: замість старого ауреса він увів новий, який важив 1/16 фунта.

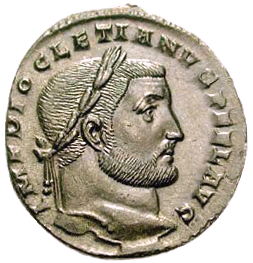
Фоліс із зображенням Діоклетіана

Нова система карбування монет відповідала його масштабній політико-адміністративній реформі тетрархії (грец. τετραρχία — правління чотирьох), яка поділяла державу на чотири частини якими керували два цезарі та два августи. Відповідно зникають місцеві і провінційні гроші, відбувається ослаблення локальних традицій та поширення загальноімперської культури. Ще однією практичною користю від монетної реформи було відсутність потреби перевозити гроші на великі відстані. Розташування нових монетних дворів не завжди відповідало системі провінцій і діоцезів. Скоріше їх відкривали керуючись маршрутами пересування війська і торговельними інтересами. Були відкриті монетні двори в Британії (Лондініум), двоє в Галлії (Травери та Лугдун), в Італії (Тицині, Аквілі), на Балканах (Сіксія і Сердика), Македонії (Фесалоніки), Малій Азії (Гераклея Фракійська), Нікомедії (Кізік), Сирії (Антіохія) певний час існував в Африці (Карфаген).
Грошова система Діоклетіана стала моделлю для майбутніх систем, хоча сама мала лише частковий успіх. Були введені надійні номінали золота та срібла, порушено співвідношення їх вартості, високо піднімаються ціни. Діоклетіан вирішив їх стримати едиктом «De maximis pretiis» («Про максимальні ціни»), що так і не дало бажаного результату.

### Реформа Константина.
Наступник Діоклетіана — імператор Галерій почав зменшувати вагу фоліса — монети в 20 денаріїв. «Denarius commnis» — монету, яку Діолетіан прирівняв до 1/5000 золотого фунту знецінилися до зовсім низької вартості. Проблема зростання цін ставала все гострішою, що ускладнювало становище в державі. (монети рима посиланя)
У 312 р. Константин І та Ліциній поділили між собою імперію, що спричинило частковий економічний розрив між Заходом та Сходом. Ліциній на Сході продовжував карбувати знецінені золоті та срібні монети Діоклетіана. В той же час, Константин починає проводити власну монетну реформу, яка значною мірою була удосконаленням грошової реформи Діоклетіана та врахувала її помилки.
У 309 р. Константин запроваджує в обіг нову монету — солід (з лат. твердий), який дорівнював 1/72 фунта (4, 55 г), а згодом і його фракції — семіс (1/2 соліда), треміс (1/3 соліда). Монети Константина було абсолютно золотими і не містили жодних домішок. Також імператор закріпив твердий курс срібла, для чого було введено міліарисій(з лат. тисячний) рівний 1/1000 золотого фунта і 1/72 фунта срібного. Також почали карбувати сілікву (1/2 міліарисія).
Іншою частиною реформи також було закріплення робочих з монетних дворів за їхнім робочим місцем. Таким чином, дане ремесло ставало спадковим.

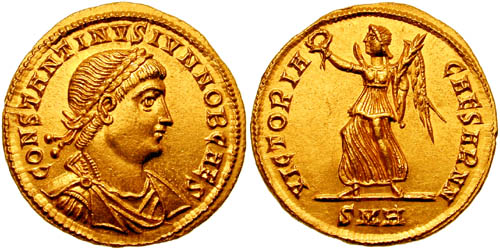
Золотий солід із зображенням Константина Першого

У 314 р. Константин після перемоги в Битві біля Мульвійського мосту, об'єднав імперію і поширив реформу на всю її частину. Досить швидко, соліди витиснули з обігу ауреуси, а міліарісії — аргентуси. У 340 р. фоліс був замінений на центеоналіс, який важив 5,15 г. Пізніше також почали карбувати майоріну, яка дорівнювала 1/60 соліда.
Успішній реалізації реформи сприяло також те, що внаслідок завойовницьких походів Діоклетіана збільшився потік коштовних металів в імперію. Також великі кошти на грошову реформу було зібрано завдяки конфіскації золотих, срібних та бронзових статуй в язичницьких храмах. Загалом, монетна реформа Константина, врахувала невдачі Діоклетіана та мала більш дієвий характер. Введені соліди існували аж до кінця існування імперії.

### Монетна система в часи занепаду та падіння Західної Римської імперії.
Наприкінці IV ст. відбувається занепад Римської імперії та втрата контролю над певними своїми регіонами. З цього періоду на території Західних провінцій та Іллірії важче знайти посріблені римські монети, що свідчить про послаблення римської влади. Закриваються монетні двори в Тицині, Лондинії, Сердикі тощо. У 330 р. відкривається монетний центр у східній столиці імпері
ї Константинополі, який швидко перетворюється на головне місто держави. Після 386 року всі як один перестають працювати балканські монетні двори
На півночі Італії в Медіолані в 390 році Феодосієм І відкрито монетний двір, а його син Гонорій відкрив у 400 році двір у Равенні. Ці два міста стали головними центрами карбування монет в останнє століття існування Римської імперії. Після поділу імперії, у 395 році на Заході встановлюється окрема посада чиновника високого рангу — «COMOB» («comes auri або comes obryziacus»), у функції якого входило гарантування якості золота при карбуванні монет.
Після поділу імперії Феодосієм, західна частина незворотно занепадала та рухалася до свого кінця, що проявлялося у занепаді монетної справи. Східна Римська імперія змогла стримати тиск варварів, зміцніти та розвивати власну грошову традицію, відому як візантійська монетна система.

## Провінційні випуски монет
Римські провінційні монети — монети, які карбувалися в Римській республіці, а пізніше імперії, місцевою, а не центральною владою. Перші провінційні монети виникають на території контрольовані Римом в епоху Республіки. Захоплюючи нові землі, римляни залишали місцеве карбування монет з принципів доцільності, воно служила основною валютою для внутрішньоторговельних операцій регіону.
Перші провінційні монети карбували міста Великої Греції, над якими римляни встановили майже повний контроль вже у 210 р. до н.е. Вже з наступного століття у карбуванні монет стає більш відчутний римський вплив, змінюється іконографія та стиль.
Зазвичай провінційні монети карбувалися з бронзи, як найдешевшого матеріалу, який підходив для дрібних локальних операцій. У східних провінціях поширення також набувало срібло, особливо в Александрії. Золото могло використовуватися у карбуванні лише римською адміністрацією.
В імперську епоху, коли кордони Римської держави досягнули максимальних меж, існувало більше 600 провінційних монетних дворів, сконцентрованих переважно у східних провінціях. Деякі монетні двори могли виробляти монети виключно для потреб міста (наприклад, Вімінаціум), інші - для провінції (напр., Мезія).